# Astragalus vagus
Astragalus vagus är en ärtväxtart som beskrevs av Karl Friedrich Carlos Federico Reiche. Astragalus vagus ingår i släktet vedlar, och familjen ärtväxter. Inga underarter finns listade i Catalogue of Life.